# Elecciones provinciales de Tucumán de 1921-1922
Elecciones generales de la provincia de Tucumán tuvieron lugar el 25 de diciembre de 1921 y el 8 de enero de 1922 con el objetivo de restaurar las instituciones democráticas constitucionales y autónomas de la provincia tras la intervención federal decretada el 7 de diciembre de 1920 por el presidente Hipólito Yrigoyen, de la Unión Cívica Radical (UCR), contra el gobernador Juan Bautista Bascary, del mismo partido. Se debían elegir a 46 miembros de un Colegio Electoral Provincial, a cargo de elegir al Gobernador de la provincia para el período 1922-1926. Fueron las terceras elecciones desde la instauración del sufragio secreto.
De cara a los comicios, el radicalismo sufrió una escisión en la provincia que ya se estaba gestando también a nivel nacional. La disputa se daba entre un sector "personalista" u "oficialista", favorable a Yrigoyen, y un sector "antipersonalista", opositor a él. El candidato del radicalismo antipersonalista fue Octaviano Vera, mientras que el del yrigoyenismo fue Alejandro Pérez. El conservador Partido Liberal presentó al exgobernador Ernesto Padilla, mientras que el Partido Socialista (PS), presentó a Mario Bravo.
El resultado fue una sorpresiva y estrecha victoria para Vera con el 35,31% del voto popular y una mayoría absoluta de 29 sobre 51 escaños en el Colegio Electoral. Padilla logró el segundo puesto con un 33,97% de los votos y 14 electores. En un resultado sumamente magro para el radicalismo yrigoyenista, que había conseguido que se prohibiera a Vera y sus partidarios utilizar la denominación partidaria, Pérez obtuvo solo el 27,27% y una mínima representación de 8 electores. Bravo recibió el 3,45% y ningún elector. Los cargos electos asumieron el 2 de febrero. Vera, sin embargo, no pudo completar su mandato constitucional ya que la provincia fue nuevamente intervenida, esta vez por el gobierno de Marcelo Torcuato de Alvear, el 29 de octubre de 1923.

## Resultados
| Candidato       | Partido        | Partido                               | Votos  | %     | Electores |
| --------------- | -------------- | ------------------------------------- | ------ | ----- | --------- |
| Octaviano Vera  |                | Unión Cívica Radical Antipersonalista | 12.798 | 35,31 | 29/51     |
| Ernesto Padilla |                | Partido Liberal                       | 12.312 | 33,97 | 14/51     |
| Alejandro Pérez |                | Unión Cívica Radical                  | 9.884  | 27,27 | 8/51      |
| Mario Bravo     |                | Partido Socialista                    | 1.252  | 3,45  |           |
| Total de votos  | Total de votos | Total de votos                        | 36.246 | 100   |           |
| Fuente:         |                |                                       |        |       |           |

### Resultados por departamentos
| Departamento | Vera (UCR-A) | Vera (UCR-A) | Vera (UCR-A) | Padilla (Liberal) | Padilla (Liberal) | Padilla (Liberal) | Pérez (UCR) | Pérez (UCR) | Pérez (UCR) | Bravo (PS) | Bravo (PS) | Bravo (PS) | Total  |
| Departamento | Votos        | %            | El.          | Votos             | %                 | El.               | Votos       | %           | El.         | Votos      | %          | El.        | Total  |
| ------------ | ------------ | ------------ | ------------ | ----------------- | ----------------- | ----------------- | ----------- | ----------- | ----------- | ---------- | ---------- | ---------- | ------ |
| Capital      | 3.707        | 37,32        | 11           | 2.546             | 25,63             | —                 | 2.829       | 28,48       | —           | 852        | 8,58       | —          | 9.934  |
| Burruyacú    | 650          | 40,25        | 3            | 591               | 36,59             | —                 | 374         | 23,16       | —           | —          | —          | —          | 1.615  |
| Chicligasta  | 1.651        | 49,58        | 5            | 1.127             | 33,84             | —                 | 552         | 16,58       | —           | —          | —          | —          | 3.330  |
| Cruz Alta    | 2.052        | 47,77        | 6            | 1.576             | 36,69             | —                 | 597         | 13,90       | —           | 71         | 1,65       | —          | 4.296  |
| Famaillá     | 953          | 26,94        | —            | 1.534             | 43,37             | 6                 | 1.050       | 29,69       | —           | —          | —          | —          | 3.537  |
| Graneros     | 556          | 29,89        | —            | 512               | 27,53             | —                 | 792         | 42,58       | 2           | —          | —          | —          | 1.860  |
| Leales       | 431          | 28,93        | —            | 663               | 44,50             | 2                 | 396         | 26,58       | —           | —          | —          | —          | 1.490  |
| Monteros     | 733          | 17,80        | —            | 2.007             | 48,74             | 6                 | 1.378       | 33,46       | —           | —          | —          | —          | 4.118  |
| Río Chico    | 1.143        | 41,88        | 4            | 758               | 27,78             | —                 | 828         | 30,34       | —           | —          | —          | —          | 2.729  |
| Tafí         | 710          | 26,40        | —            | 780               | 29,01             | —                 | 870         | 32,35       | 2           | 329        | 12,24      | —          | 2.689  |
| Trancas      | 212          | 32,72        | —            | 218               | 33,64             | —                 | 218         | 33,64       | 4           | —          | —          | —          | 648    |
| Total        | 12.798       | 35,31        | 29           | 12.312            | 33,97             | 14                | 9.884       | 27,27       | 8           | 1.252      | 3,45       | 0          | 36.246 |